# Кануков Джамбулат Батгириєвич
Ка́нуков Джамбула́т Батгири́євич (ос. Хъаныхъуаты Батгирей фырт Джамболат; 1 квітня 1887, Північна Осетія — † 21 травня 1919, с. Озерна, Зборівський район, Тернопільська область) — полковник, командир Літунського полку Української Галицької Армії.

## Життєпис
Народився 1 квітня 1889 року в місті Беслан, що в Північній Осетії.

### У російській армії
Початкову освіту здобув у Владикавказькій чоловічій гімназії. У 1909 закінчив Тверське кавалерійське училище, направлений на службу корнетом до 7-го гусарського Білоруського полку, який дислокувався у Володимирі-Волинському. З 27 вересня 1912 звільнений у запас.

Рештки літака «Фарман»-30, на якому розбився Джамбулат Кануков біля села Озерна

Після початку Першої світової війни добровільно повернувся до армії. З 19 липня 1914 у розпорядженні штабу 2-ї армії, а з 18 вересня 1914 за власним бажанням переведений до 22-го піхотного Нижньогородського полку, з 10 жовтня 1914 виконував обов'язки ад'ютанта цього полку.
15 травня 1915 отримав контузію та був евакуйований з фронту. Після одужання, з 25 червня 1915, за власним бажанням переведений до 17-го корпусного авіаційного загону, де служив льотчиком-дозорцем. 17 жовтня 1915 відряджений на навчання до Військової авіаційної школи. 10 травня 1916 отримав звання поручика. 7 серпня 1916 закінчив школу та дістав звання військового льотчика.
З 20 жовтня 1916 на службі в 14-му авіаційному загоні, а з 24 березня 1917 призначений командиром 30-го авіаційного загону.

### На службі Україні
У 1918 р. вступає до Армії Української Держави, де очолював 2-й Подільський авіаційний дивізіон. Із цим дивізіоном у грудні 1918 прибув до міста Красне та включений до складу Летунського відділу Української Галицької армії. Канукова призначають помічником командира Летунського відділу сотника Петра Франка, який його так характеризував:

| Полковник Кануков був чудовий знавець літання і добрий організатор. Своєю веселою, товариською вдачею швидко зумів позискати всіх. Завжди мав нові «нечувані» ідеї: вмонтовував могутні двигуни на маленькі орли, щоби дійти до великої швидкості, наших пільотів, що вміли літати на повільних «авіятках» та «льйодах», посадив на скорі «нюпори» і не зражувався початковими невдачами. Полковник Кануков із самого звуку двигуна означував непомильно, який літак летить. |
З 26 березня 1919 обіймає посаду командира Летунського відділу УГА. Загинув у авіаційній катастрофі біля села Озерна тепер Зборівського району Тернопільської області.

## Список повітряних перемог
Згідно зі спогадами генерала Мирона Тарнавського, здобув 9 із 16 повітряних перемог летунства УГА на польському фронті.
| № п/п | Дата перемоги | Тип літака | Місце перемоги |
| ----- | ------------- | ---------- | -------------- |
| 1     | 1918          |            |                |
| 2     | 1918          |            |                |
| 3     | 1918          |            |                |
| 4     | 1918          |            |                |
| 5     | 1918          |            |                |
| 6     | 1918          |            |                |
| 7     | 1918          |            |                |
| 8     | 1918          |            |                |
| 9     | 1918          |            |                |